# La cantatrice chauve

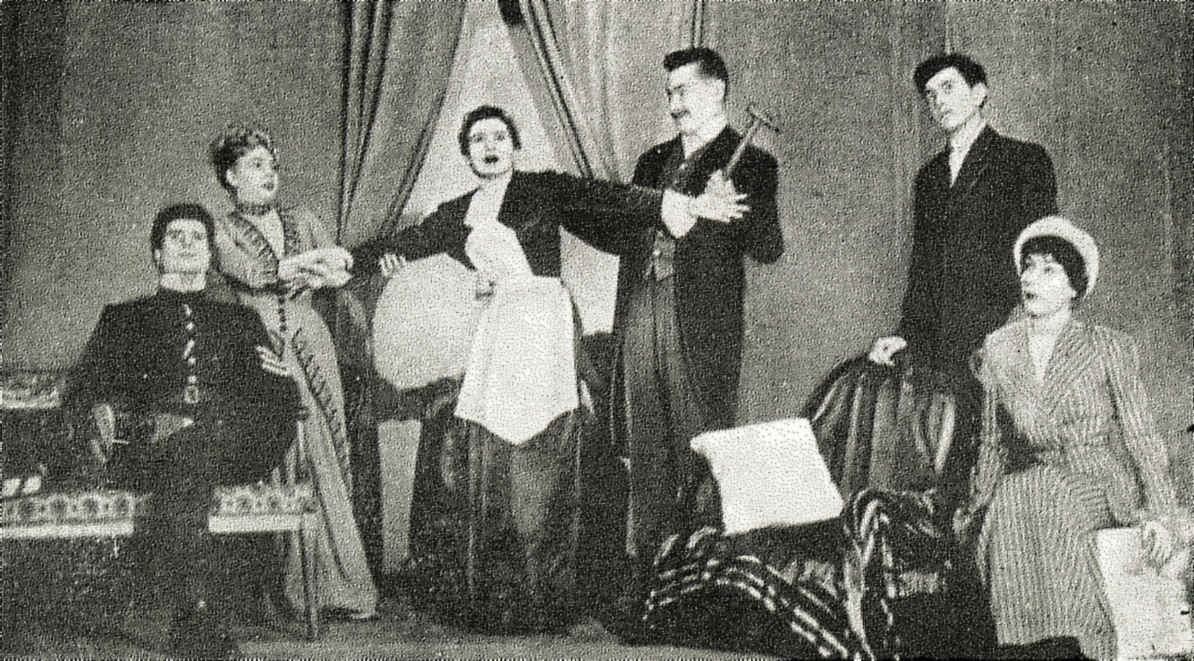
La cantatrice chauve

La cantatrice chauve (Nederlands: De kale zangeres) is een absurdistisch toneelstuk van de in Roemenië geboren Franse toneelschrijver Eugène Ionesco.
Het stuk gaat over twee Engelse echtparen die bij elkaar op visite komen. Het ene koppel zijn de Martins, het andere de Smiths. De Martins ontdekken in de vierde scène plots dat ze met elkaar getrouwd zijn. Nadien volgt een reeks van absurde dialogen.
Andere personages zijn 'Le capitaine des pompiers' en de huishoudster van de Smiths.
De première vond op 11 mei 1950 plaats in het Théâtre des Noctambules, maar sinds 1957 wordt het nog steeds dagelijks opgevoerd in het Parijse Théâtre de la Huchette.